# Zenion leptolepis
Zenion leptolepis is een straalvinnige vissensoort uit de familie van zonnevissen (Zenionidae). De wetenschappelijke naam van de soort is voor het eerst geldig gepubliceerd in 1924 door Gilchrist & von Bonde.